# 회진면
회진면(會鎭面)은 대한민국 전라남도 장흥군의 면이다. 넓이는 25.99km2이고, 인구는 2011년 3월 31일을 기준으로 1,626세대 3,412명이다.

## 역사
본래 백제의 마사량현(馬斯良縣)이었는데 신라의 영토가 된 뒤 경덕왕 때 대로(代勞)로 고쳐 보성군의 영현으로 삼았다. 940년(태조 23)회령으로 고쳐 장흥도호부에 예속시켰다.
조선시대에 회령면으로 존속하였다. 1914년 행정구역개편 때 대덕면의 관할에 있다가 1980년 읍으로 승격, 1986년 분면이 되어 회진면이 되었다.
회령의 옛 지명인 마사량이나 대로 등은 모두 성읍 또는 읍락을 뜻하는 것으로, 장흥반도 남쪽에 발달한 취락을 뜻한다. 조선시대에는 해안지방에 회령포영(會寧浦營)이 있어 수군만호가 관할하였고, 왜구의 침입을 막기 위한 황보성(皇甫城)이 있었다. 이곳을 통하여 장흥과 고금도(古今島)·신지도(薪智島)·조약도(助藥島) 등의 여러 섬이 연결되었다.

## 행정 구역
- 대리(大里)
- 덕산리(德山里)
- 신상리(新上里)
- 진목리(眞木里)
- 회진리(會鎭里)

## 교통
- 노력항
- 노력항시외버스정류장